# 五九豪雪
五九豪雪（ごうきゅうごうせつ）は、1983年（昭和58年）12月から1984年（昭和59年）3月にかけて日本列島全体を襲った記録的豪雪災害で、昭和59年豪雪（しょうわ59ねんごうせつ）などとも呼ばれる。

## 解説
当時としては最大級の寒気が日本列島に流れ込み、元からの豪雪地帯での積雪が多かったほか、南岸低気圧の発達で南関東や東海地方、西日本など普段あまり大雪になることのない地方でも雪の被害を受けた。気温偏差が大きく負に偏った寒冬である。
寒気と低温傾向が春まで残ったため、春の訪れが例年より非常に遅かった。3月でありながら関東以西の太平洋側平野部でも最高気温が10 ℃以下の真冬並みの寒さが連続し、6日以上も冬日が記録され、降雪や凍結を多く観測し積雪まで観測された。この状態は1984年（昭和59年）3月20日頃まで続き、終雪の日が春分以降と例年より1ヶ月も遅れてしまった。また新緑や発芽が例年よりかなり遅く、桜前線の北上も遅れたため、桜の開花や満開が4月中旬以降に観測されるなど、観測史上最も遅い記録を各地で更新した。
東北地方の桜の開花は4月下旬まで遅れ、同時期からゴールデンウィークの5月上旬にかけては北海道と東北北部で季節外れの降雪や積雪となり、その時期でありながら北日本での降雪や積雪がテレビやラジオなどのマスメディアで度々報道されていた。盛岡市や青森市ではゴールデンウイーク明けの5月中旬頃に漸く開花が確認される異常寒春となった。
原因は、テレコネクションの大変動からもたらされた非常に強い寒気の南下が春以降も断続的に続いたことに加え、各地に大雪と荒天をもたらす寒冷低気圧が度々通過したこと、北日本を中心に強い低温をもたらすオホーツク海高気圧が例年よりかなり早い4月頃から出現したため、記録的な低温となった。
この寒波はテレコネクションとラニーニャ現象の影響によるものであり、夏季に入ると一転して平年を上回る猛暑をもたらすこととなった。この年は1年を通して台風が1つも上陸しなかったため、西日本を中心に水不足となった。

## 経過

### 1983年（昭和58年）
- 10月上旬 - 北海道の道北などで初雪を観測
- 10月下旬 - 北日本中心に寒気が入る。北東北で初雪を観測。30日に旭川市で積雪13 cmを記録。
- 11月18日 - 盛岡市で積雪6 cmを記録。南東北、北陸、山陰などで初雪を観測する。
- 11月下旬後半 - 全国的に寒気が入る。青森市では25 - 27日に計77 cmの降雪があり、27日に積雪48 cm（11月2位）を記録。27日には山形市で積雪20 cm、高山市で積雪21 cmを記録する。
- 12月上旬 - 北日本中心に弱い寒気が入る。2 - 4日に旭川市で降雪量85 cm、4日に岩見沢市で日降雪量38 cmを記録する。
- 12月中旬 - 北日本中心に寒気が入る。13日に留萌市で38 cm、15 - 17日に青森市で122 cm、15 - 16日に岩見沢市で73 cm、16 - 17日に上越市高田で98 cm、18 - 19日に新庄市で68 cmの降雪量を記録。北陸でも大雪となったほか、京都市・奈良市・広島市でも積雪を記録する。
- 12月下旬 - 全国的に寒気が入る。山陰を中心に大雪となり25 - 26日に鳥取市で降雪量127 cm、豊岡市で86 cmを記録。25 - 26日には松江市でも67 cmの降雪があり、27日に積雪53 cm（歴代5位）を記録した。渡島半島などでも大雪となり、25日に函館市で降雪量60 cm、江差町で37 cm、27日に深浦町で33 cmを記録。

### 1984年（昭和59年）

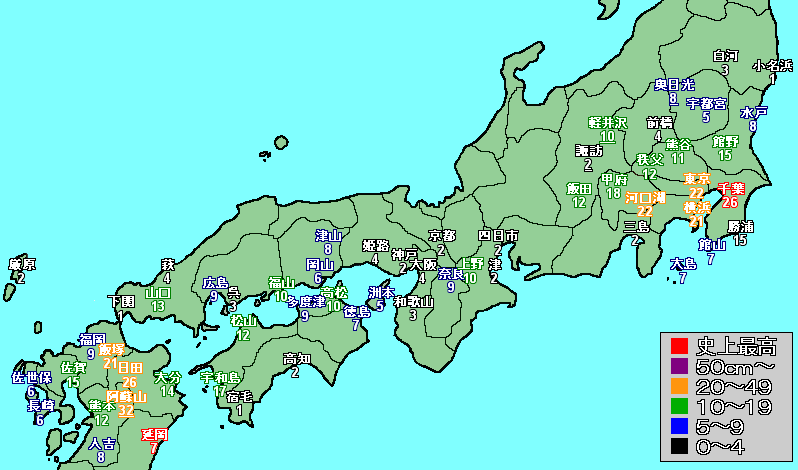
1984年（昭和59年）1月19日頃の南岸低気圧による最深積雪量

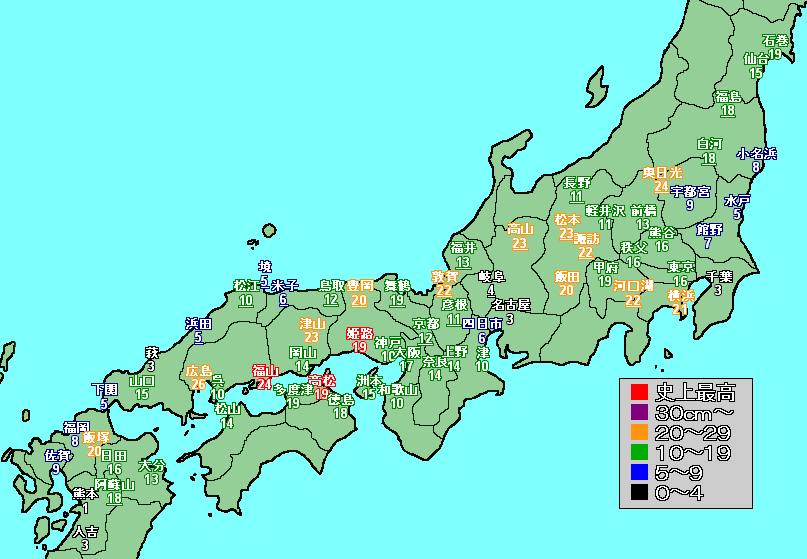
1984年（昭和59年）1月31日頃の南岸低気圧による最深積雪量

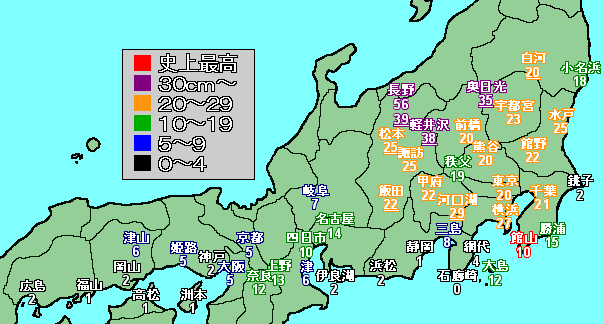
1984年（昭和59年）2月17日頃の南岸低気圧による最深積雪量

- 1月上旬 - 北陸地方を中心に大雪。5 - 6日にかけて北日本を通過した低気圧の影響で、むつ市や宮古市でも20 cmを超える降雪を記録。低気圧通過のあと冬型の気圧配置により京都市で積雪10 cm、8日に倶知安町で52 cmの降雪を記録する。
- 1月中旬 - 全国的に寒気が入る。北海道や北陸地方を中心に大雪となり12 - 13日に岩見沢市で97 cm、16日に旭川市で40 cm、16 - 17日に富山市で73 cm、18日に再び岩見沢市で44 cmの降雪量を記録する。
- 1月18 - 19日 - 低気圧が日本の南岸を東に進み（南岸低気圧）、関東から九州の広い範囲で積雪する（右図）。関東や九州では記録的大雪となり千葉市で歴代最高の積雪26 cm、延岡市で歴代最高の7 cm、熊本市で歴代2位の12 cmを記録する。
- 1月21 - 22日 - 再び南岸低気圧の影響で、東北から近畿にかけて積雪を記録する。東北南部・北関東を中心に大雪となる。22日に秩父市で降雪量20 cmを記録する。
- 1月下旬 - 東日本・西日本を中心に強い寒気が入り続ける。北陸・鳥取県などで大雪となり25 - 26日に上越市高田で141 cm、25日に新潟市で48 cm、岐阜市で25 cm、26 - 27日に会津若松市で59 cm、鳥取市で61 cm、27日に西郷町で30 cmの降雪量を記録する。
- 1月31日 - 南岸低気圧の影響で、東北南部から九州にかけての広範囲で大雪（右図）。瀬戸内側では記録的大雪となり、高松市で19 cm（歴代最高）、姫路市で19 cm（歴代最高）、福山市で24 cm（歴代最高）の積雪を記録する。飯塚市でも積雪20 cmを記録した。
- 2月上旬 - 全国的に非常に強い寒気が入る。東北日本海側・北陸を中心に大雪となり3日に金沢市で39 cm、6 - 7日に富山市で65 cm、彦根市で73 cm、11日に札幌市で39 cmの降雪量を記録。6日には酒田市で歴代6位の積雪76 cm、8日には名古屋市で積雪19 cmを記録する。舞鶴市では6 - 7日に66 cmの降雪があり、10日には歴代最高の積雪83 cmを記録する。
- 2月3 - 4日 - 局地前線の影響で、静岡県東部などで大雪。三宅島で歴代最高の5 cm、網代町で歴代4位の7 cmの積雪を記録する。
- 2月9日 - 和泉村（現・大野市）九頭竜で267 cm、今庄町（現・南越前町）で236 cm（ともに歴代最高）、大野市で173 cm（当時歴代2位。2011年〈平成23年〉1月30日時点で3位）を記録。
- 2月12 - 13日 - 南岸低気圧の影響で、東北南部から中国・四国にかけて積雪する。洲本市で歴代5位となる積雪12 cmを記録。また日本海北東部に停滞した低気圧の影響で北日本の一部でも大雪となり、深浦町で歴代最高の積雪91 cmを記録する。
- 2月17 - 18日 - 南岸低気圧の影響で、関東地方から中国地方にかけて大雪となる（右図）。関東地方の主要都市では軒並み20 cmを超える記録的大雪となり、館山市でも歴代最高の積雪10 cm、水戸市で歴代5位の積雪25 cmを記録した。また、名古屋市や奈良市でも10 cmを超える積雪を記録。
- 2月23日 - 本州沿岸を通った南岸低気圧の影響で、東北太平洋側で大雪。盛岡市で31 cm、福島市で31 cmの降雪量を記録する。
- 2月26 - 27日 - 南岸低気圧の影響で、東北太平洋側・関東甲信で大雪。東北南部では降雪量が20 cmを超えた。26日に松本市で29 cm、河口湖町で31 cm、27日に宮古市で31 cmの降雪量を記録。大船渡市で歴代最高の積雪32 cm、八戸市で歴代6位の積雪60 cmを記録する。白河市でも26日に29 cmの降雪があり、3月1日に歴代3位の積雪58 cmを記録。
- 2月下旬後半 - 西日本を中心に非常に強い寒気が入る。北陸や山陰などで大雪となり、九州でも積雪を記録。27 - 28日に高山市で65 cmの降雪を記録する。北海道でも3月1日に函館市で積雪69 cmを記録。
- 3月11日 - 北海道を通過した低気圧の影響で、北海道の道東で大雪。釧路市で日降雪量38 cmを記録する。
- 3月14日 - 南岸低気圧の影響で、関東南部や甲信で積雪。館山市で歴代3位の積雪5 cm、網代町で歴代4位の積雪6 cmを記録する大雪となった。
- 3月17 - 18日 - 北日本を通過した低気圧の影響で、北海道や東北太平洋側で大雪。17日に札幌市で47 cm、帯広市で37 cm、18日に広尾町で74 cmの降雪量を記録する。釧路市では17 - 18日に60 cmの降雪があり、18日に積雪が80 cmを記録。
- 3月19 - 20日 - 南岸低気圧の影響で、関東を中心に大雪。宇都宮市、前橋市では10 cmを超える大雪となる。
- 4月6日 - 北海道で4月の大雪。室蘭市で47 cm、苫小牧市で33 cm、札幌市で26 cm、帯広市で23 cmの降雪量を記録する。
- 5月10日ごろ - 北海道の道東や道北で降雪を記録する。

## 記録

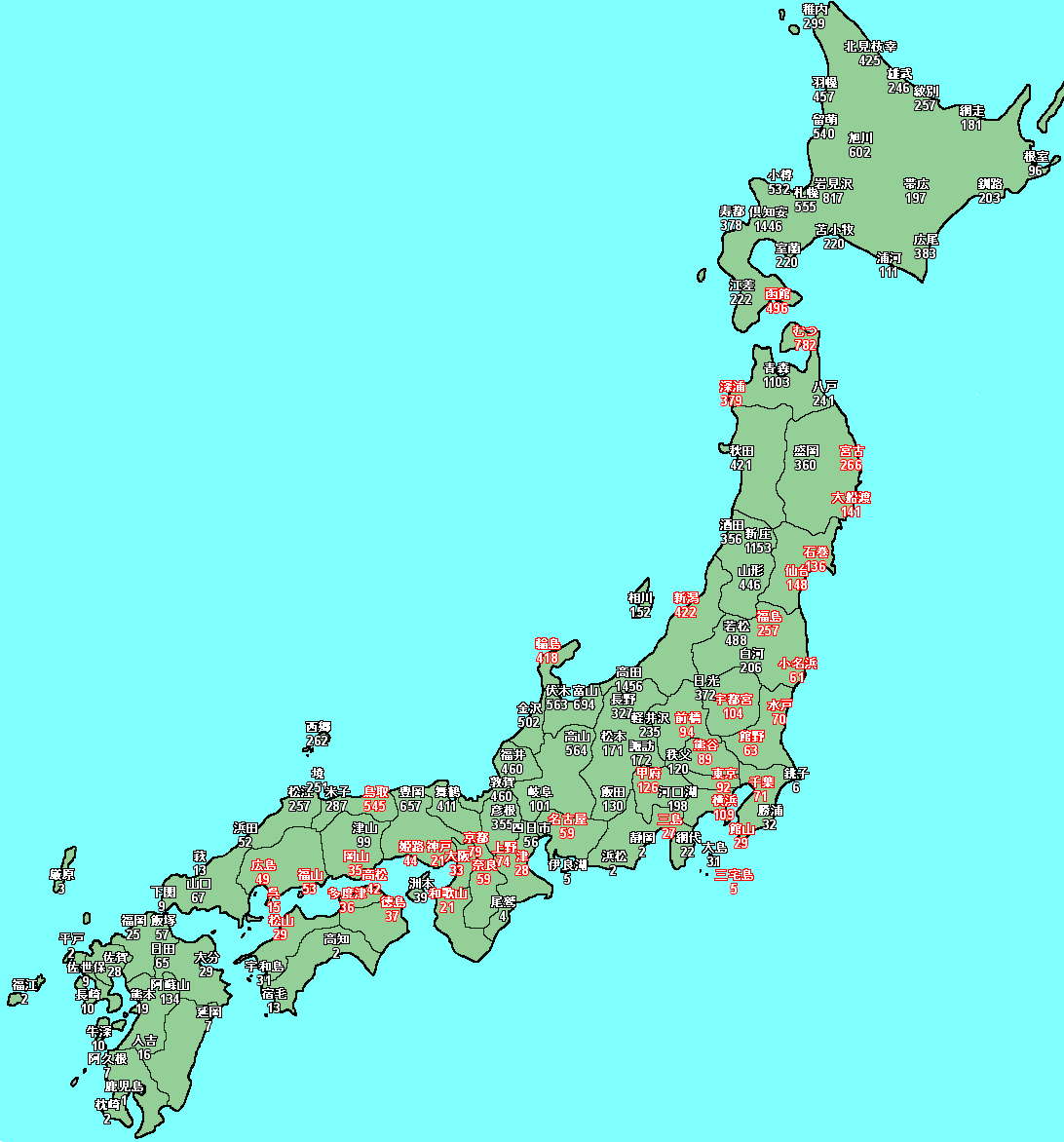
1984年（昭和59年）の総降雪量（寒候年）

総降雪量（1984年〈昭和59年〉 寒候年）
- 仙台市 148 cm
- 福島市 244 cm
- 新潟市 422 cm
- 宇都宮市 100 cm
- 東京気象庁 92 cm
- 名古屋市 59 cm
- 小浜市 559 cm
- 彦根市 355 cm
- 京都市 79 cm
- 大阪市 33 cm
- 神戸市 21 cm
- 鳥取市 545 cm
- 岡山市 35 cm
- 広島市 49 cm
- 高松市 42 cm
- 大分市 29 cm

上記は全て観測史上最高
この年の桜開花日
- 青森市 5月11日
- 八戸市 5月18日
- 盛岡市 5月6日
- 秋田市 4月30日
- 仙台市 4月28日
- 山形市 4月29日
- 福島市 4月25日
- いわき市・小名浜 4月25日

## 被害
- 雪慣れしていない地域までも襲った豪雪であったため、交通機関の乱れなど都市機能の麻痺が見られた地域もあった。
- 1984年（昭和59年）3月1日に秋田市の中心街でアーケードが雪の重みで崩落し、多数のけが人が出た。そのほかでも都市部で建物の倒壊事故なども目立った。